# Антоніо Бернардіні
Антоніо Бернардіні (італ. Antonino Bernardini, нар. 21 червня 1974, Рим) — італійський футболіст, що грав на позиції півзахисника. По завершенні ігрової кар'єри — футбольний тренер.
Виступав, зокрема, за клуби «Віченца» та «Аталанта», а також олімпійську збірну Італії. Учасник Олімпійських ігор 1996 у Атланті.

## Клубна кар'єра
Народився 21 червня 1974 року в місті Рим. Вихованець футбольної школи клубу «Рома» зі свого рідного міста. Для отримання ігрової практики в 1994 році він був відданий в оренду в «Торіно». 19 лютого 1995 року в матчі проти «Падови» він дебютував у Серії А. Після повернення в Рим Антоніо нарешті зіграв свої перші ігри у складі «Роми», проте закріпитись в складі вовків так і не зміг.
У 1997 році він перейшов в «Перуджу», яка виступала в Серії B. За сезон у другому дивізіоні Антоніо забив 10 м'ячів, ставши одним із найкращих бомбардиром команди. У 1998 році Бернардіні перейшов в «Салернітану», що тільки вийшла в елітний дивізіон.
У 1999 році Антоніо прийняв запрошення «Віченци» і знову відправився в Серію B. Через рік він допоміг команді вийти в еліту. Відігравши сезон в Серії А Бернардіні разом з клубом повернувся назад до другого дивізіону. Антоніо ще два сезони намагався допомогти «Віченці», але його старання не увінчалися успіхом.
У 2003 році він перейшов в «Аталанту», де за чотири сезони зіграв понад 100 матчів. З клубом із Бергамо Бернардіні вилітав і повертався в Серію А.
На початку 2008 року Антоніо знову прийняв запрошення «Віченци», де грав до кінця 2009 року у Серії В.
Завершив професійну ігрову кар'єру у клубі «АльбіноЛеффе», за який виступав протягом першої половини 2010 року.

## Виступи за збірні
1995 року залучався до складу молодіжної збірної Італії. На молодіжному рівні зіграв у 2 офіційних матчах.
1996 року захищав кольори олімпійської збірної Італії на Олімпійських іграх 1996 року в Атланті. На турнірі він зіграв в матчі групового етапу проти команди Гани.

## Кар'єра тренера
Розпочав тренерську кар'єру невдовзі по завершенні кар'єри гравця, очоливши 4 жовтня 2013 року тренерський штаб клубу «Рівольтана» з Еччеленци, в якому до того працював спортивним директором, але вже в грудні покинув клуб через рішення керівництва відпустити ряд гравців. Наразі досвід тренерської роботи обмежується цим клубом.

## Статистика виступів

### Статистика клубних виступів
| Сезон                | Команда              | Чемпіонат            | Чемпіонат | Чемпіонат | Національний кубок | Національний кубок | Національний кубок | Континентальні кубки | Континентальні кубки | Континентальні кубки | Інші змагання | Інші змагання | Інші змагання | Усього | Усього |
| Сезон                | Команда              | Ліга                 | Ігор      | Голів     | Ліга               | Ігор               | Голів              | Ліга                 | Ігор                 | Голів                | Ліга          | Ігор          | Голів         | Ігор   | Голів  |
| -------------------- | -------------------- | -------------------- | --------- | --------- | ------------------ | ------------------ | ------------------ | -------------------- | -------------------- | -------------------- | ------------- | ------------- | ------------- | ------ | ------ |
| 1993–94              | «Рома»               | A                    | 0         | 0         | КІ                 | 0                  | 0                  | -                    | -                    | -                    | -             | -             | -             | 0      | 0      |
| 1994–95              | «Торіно»             | A                    | 11        | 1         | КІ                 | 0                  | 0                  | -                    | -                    | -                    | -             | -             | -             | 11     | 1      |
| 1995–96              | «Торіно»             | A                    | 23        | 2         | КІ                 | 1                  | 0                  | -                    | -                    | -                    | -             | -             | -             | 24     | 2      |
| Усього за «Торіно»   | Усього за «Торіно»   | Усього за «Торіно»   | 34        | 3         |                    | 1                  | 0                  |                      | -                    | -                    |               | -             | -             | 35     | 3      |
| 1996–97              | «Рома»               | A                    | 16        | 0         | КІ                 | 0                  | 0                  | КУЄФА                | 2                    | 0                    | -             | -             | -             | 18     | 0      |
| Усього за «Рому»     | Усього за «Рому»     | Усього за «Рому»     | 16        | 0         |                    | 0                  | 0                  |                      | 2                    | 0                    |               | -             | -             | 18     | 0      |
| 1997–98              | «Перуджа»            | B                    | 34+1      | 10+0      | КІ                 | ?                  | ?                  | -                    | -                    | -                    | -             | -             | -             | ?      | ?      |
| 1998–99              | «Перуджа»            | A                    | 2         | 1         | КІ                 | ?                  | ?                  | -                    | -                    | -                    | -             | -             | -             | ?      | ?      |
| Усього за «Перуджу»  | Усього за «Перуджу»  | Усього за «Перуджу»  | 36        | 11        |                    | ?                  | ?                  |                      | -                    | -                    |               | -             | -             | ?      | ?      |
| 1998–99              | «Салернітана»        | A                    | 20        | 1         | КІ                 | ?                  | ?                  | -                    | -                    | -                    | -             | -             | -             | ?      | ?      |
| 1999–00              | «Віченца»            | B                    | 35        | 5         | КІ                 | ?                  | ?                  | -                    | -                    | -                    | -             | -             | -             | ?      | ?      |
| 2000–01              | «Віченца»            | A                    | 20        | 0         | КІ                 | ?                  | ?                  | -                    | -                    | -                    | -             | -             | -             | ?      | ?      |
| 2001–02              | «Віченца»            | B                    | 12        | 0         | КІ                 | ?                  | ?                  | -                    | -                    | -                    | -             | -             | -             | ?      | ?      |
| 2002–03              | «Віченца»            | B                    | 31        | 1         | КІ                 | ?                  | ?                  | -                    | -                    | -                    | -             | -             | -             | ?      | ?      |
| 2003–04              | «Аталанта»           | B                    | 41        | 1         | КІ                 | 1                  | 0                  | -                    | -                    | -                    | -             | -             | -             | 42     | 1      |
| 2004–05              | «Аталанта»           | A                    | 29        | 1         | КІ                 | 8                  | 2                  | -                    | -                    | -                    | -             | -             | -             | 37     | 3      |
| 2005–06              | «Аталанта»           | B                    | 30        | 1         | КІ                 | 4                  | 0                  | -                    | -                    | -                    | -             | -             | -             | 34     | 1      |
| 2006–07              | «Аталанта»           | A                    | 24        | 0         | КІ                 | 1                  | 0                  | -                    | -                    | -                    | -             | -             | -             | 25     | 0      |
| 2007–08              | «Аталанта»           | A                    | 6         | 0         | КІ                 | 1                  | 0                  | -                    | -                    | -                    | -             | -             | -             | 7      | 0      |
| Усього за «Аталанту» | Усього за «Аталанту» | Усього за «Аталанту» | 130       | 3         |                    | 15                 | 2                  |                      | -                    | -                    |               | -             | -             | 145    | 5      |
| 2007–08              | «Віченца»            | B                    | 14        | 3         | КІ                 | 0                  | 0                  | -                    | -                    | -                    | -             | -             | -             | 14     | 3      |
| 2008–09              | «Віченца»            | B                    | 17        | 2         | КІ                 | ?                  | ?                  | -                    | -                    | -                    | -             | -             | -             | ?      | ?      |
| 2009–10              | «Віченца»            | B                    | 5         | 0         | КІ                 | ?                  | ?                  | -                    | -                    | -                    | -             | -             | -             | ?      | ?      |
| Усього за «Віченцу»  | Усього за «Віченцу»  | Усього за «Віченцу»  | 134       | 11        |                    | ?                  | ?                  |                      | -                    | -                    |               | -             | -             | ?      | ?      |
| 2009–10              | «АльбіноЛеффе»       | B                    | 10        | 0         | КІ                 | 0                  | 0                  | -                    | -                    | -                    | -             | -             | -             | 13     | 1      |
| Усього за кар'єру    | Усього за кар'єру    | Усього за кар'єру    | 410+1     | 29        |                    | ?                  | ?                  |                      | ?                    | ?                    |               | -             | -             | ?      | ?      |